# Kirche Seifersdorf (Wachau)

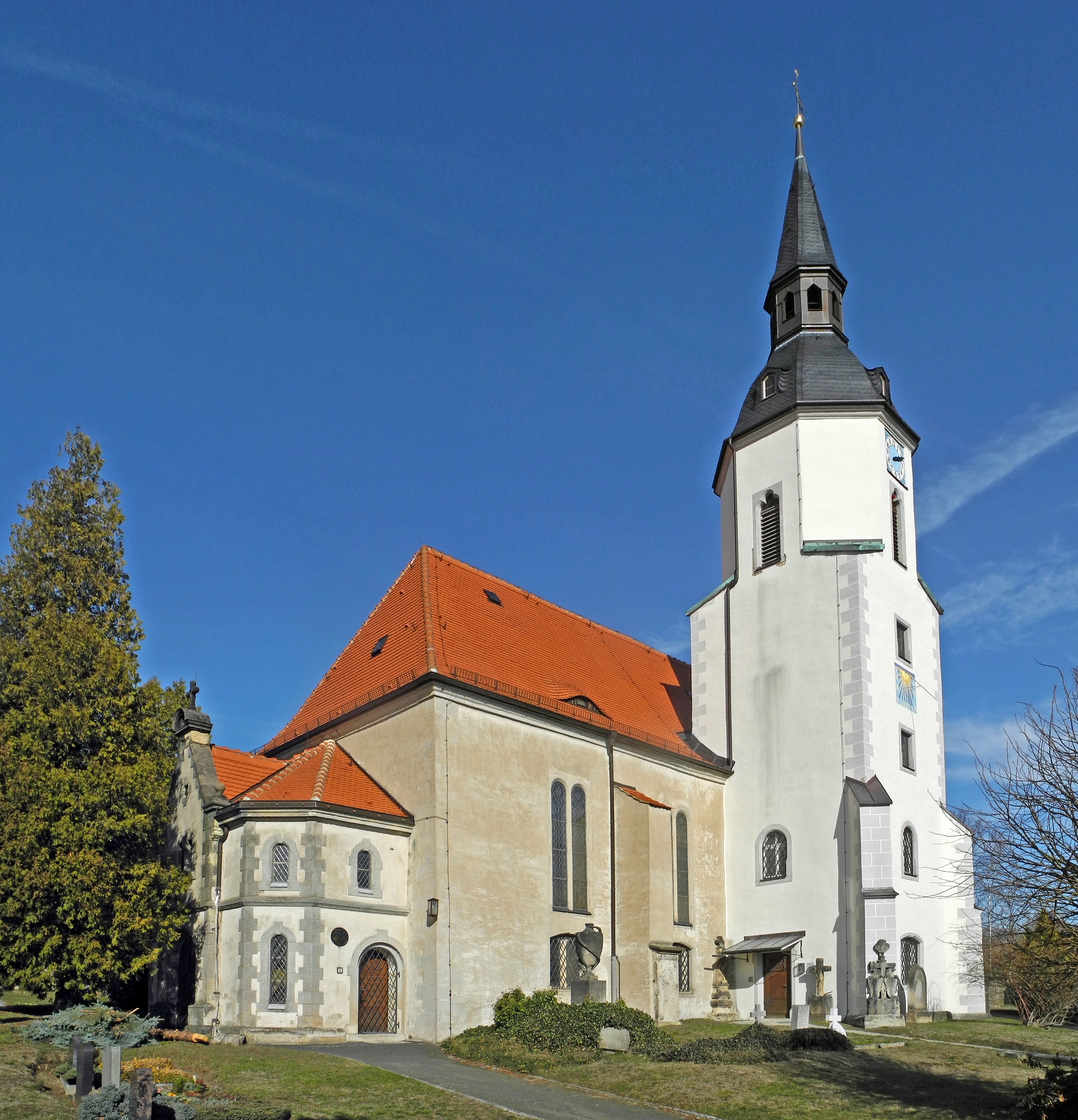
Kirche Seifersdorf

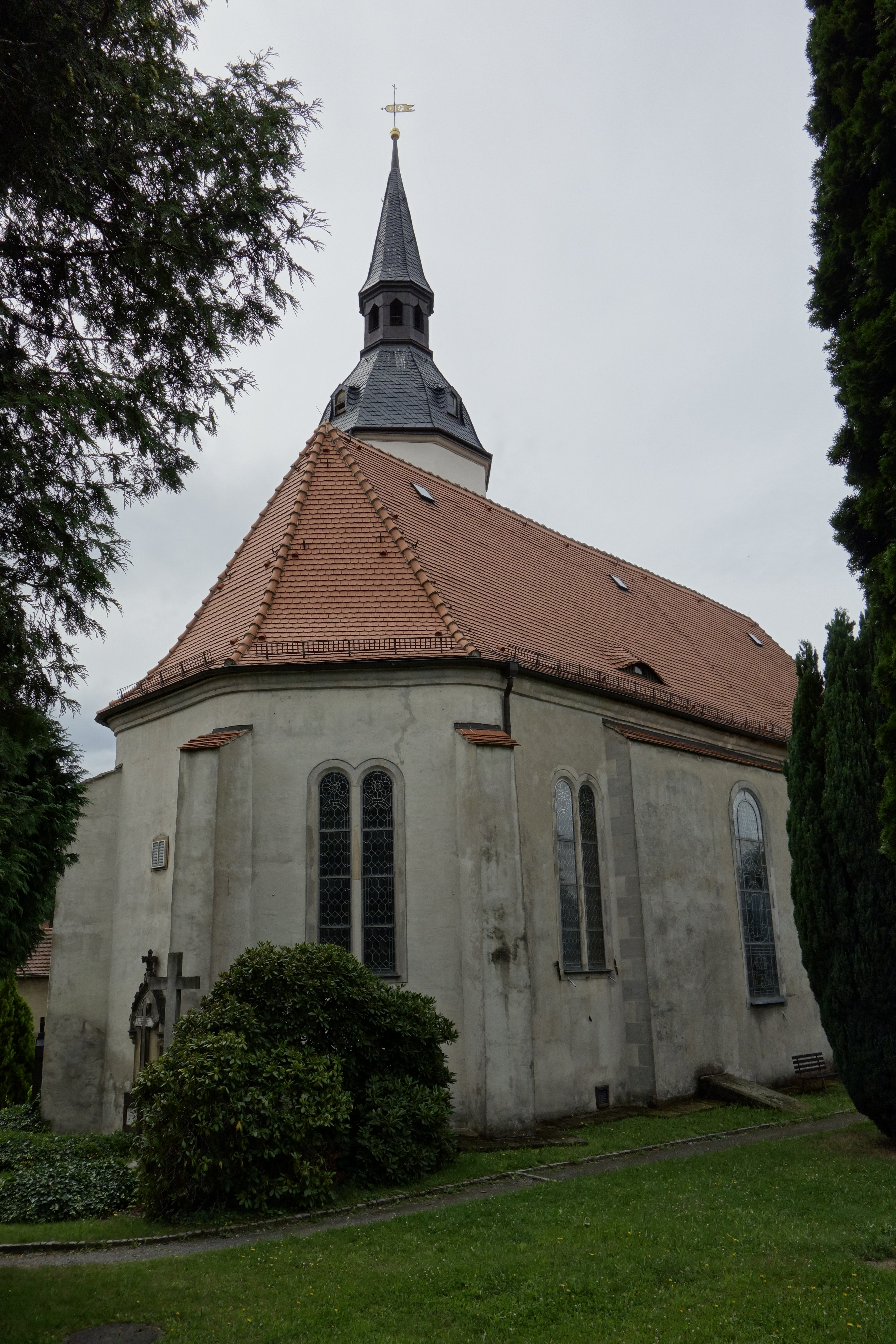
Choransicht

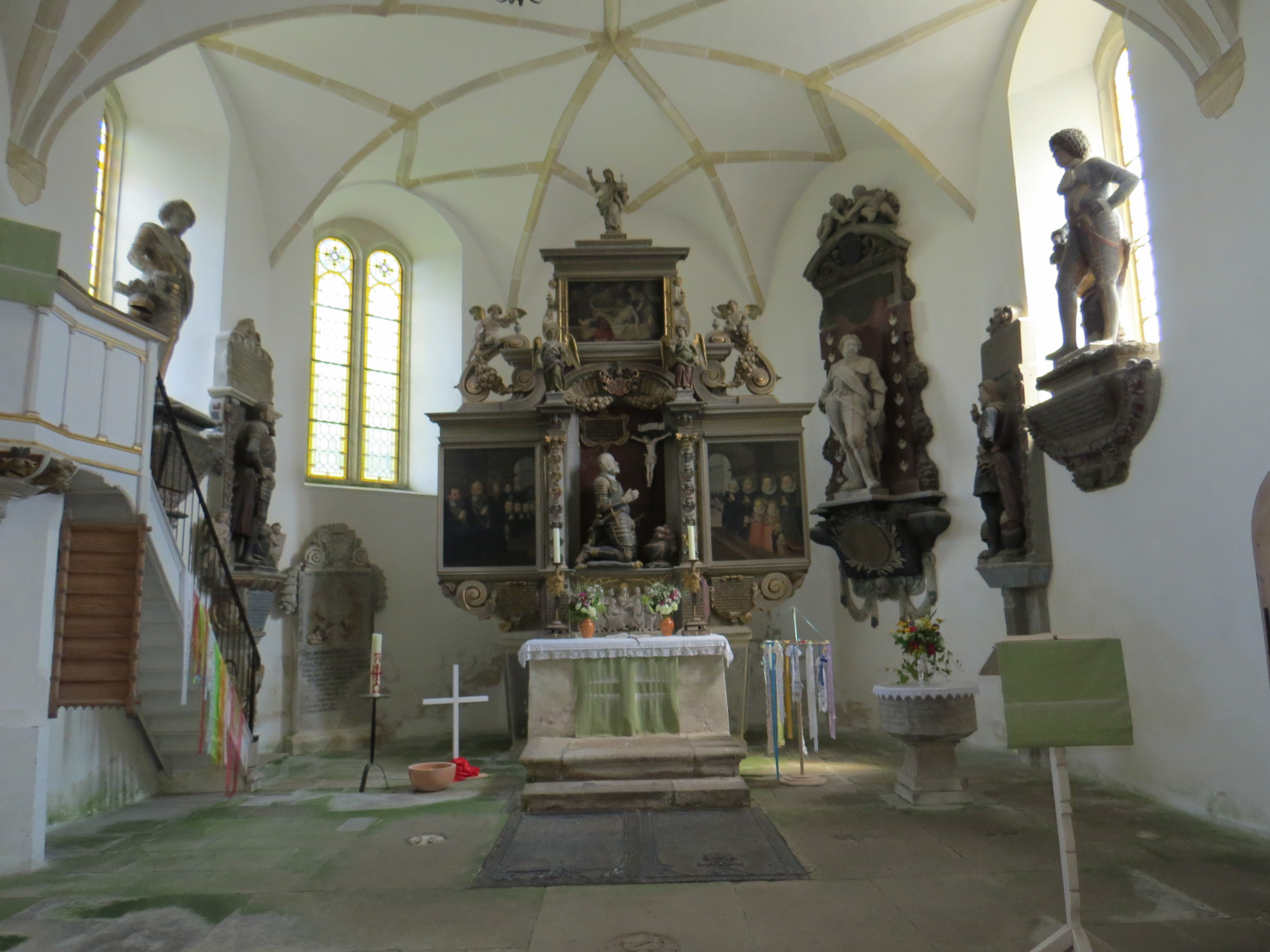
Chorraum

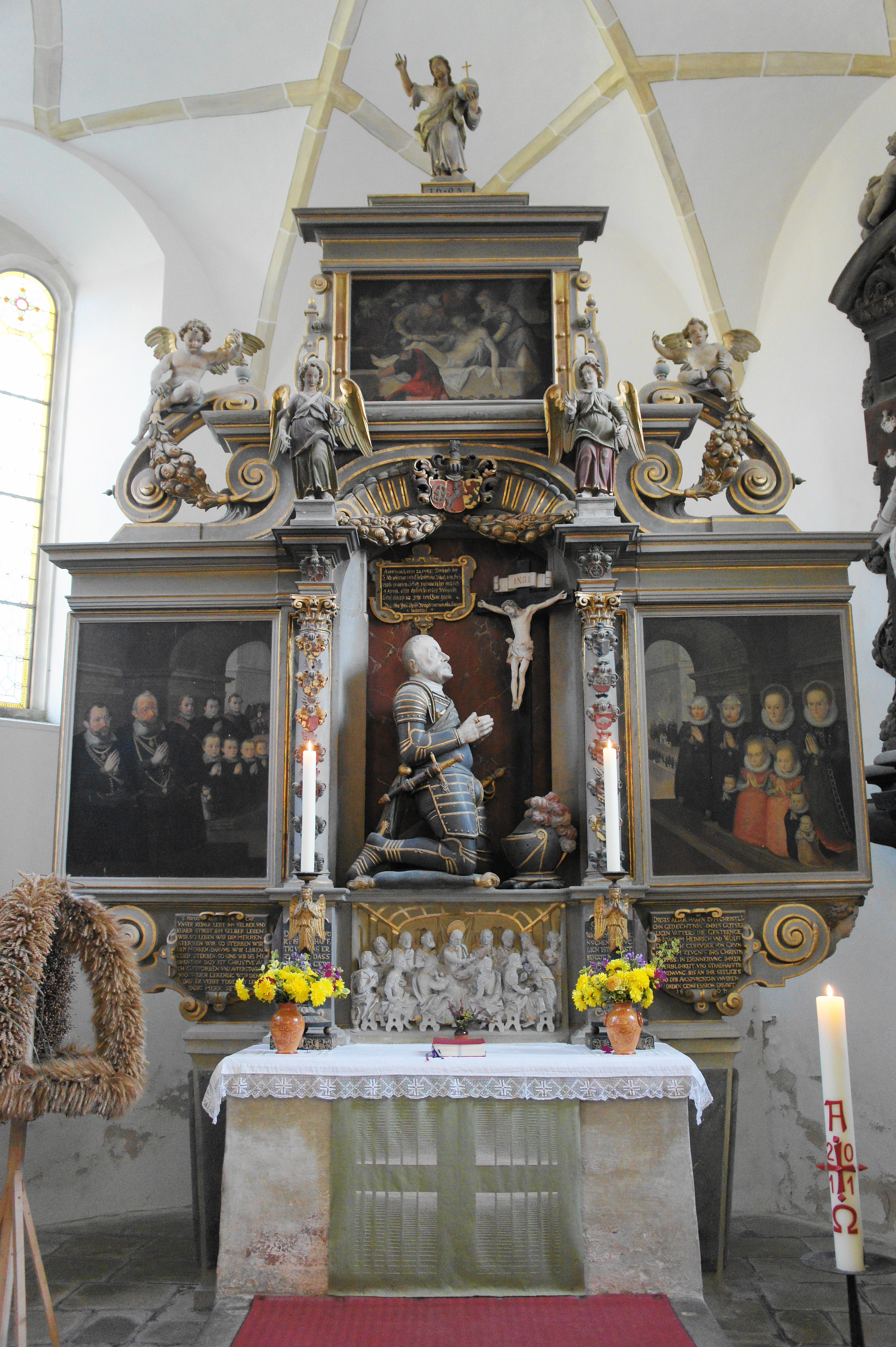
Altar

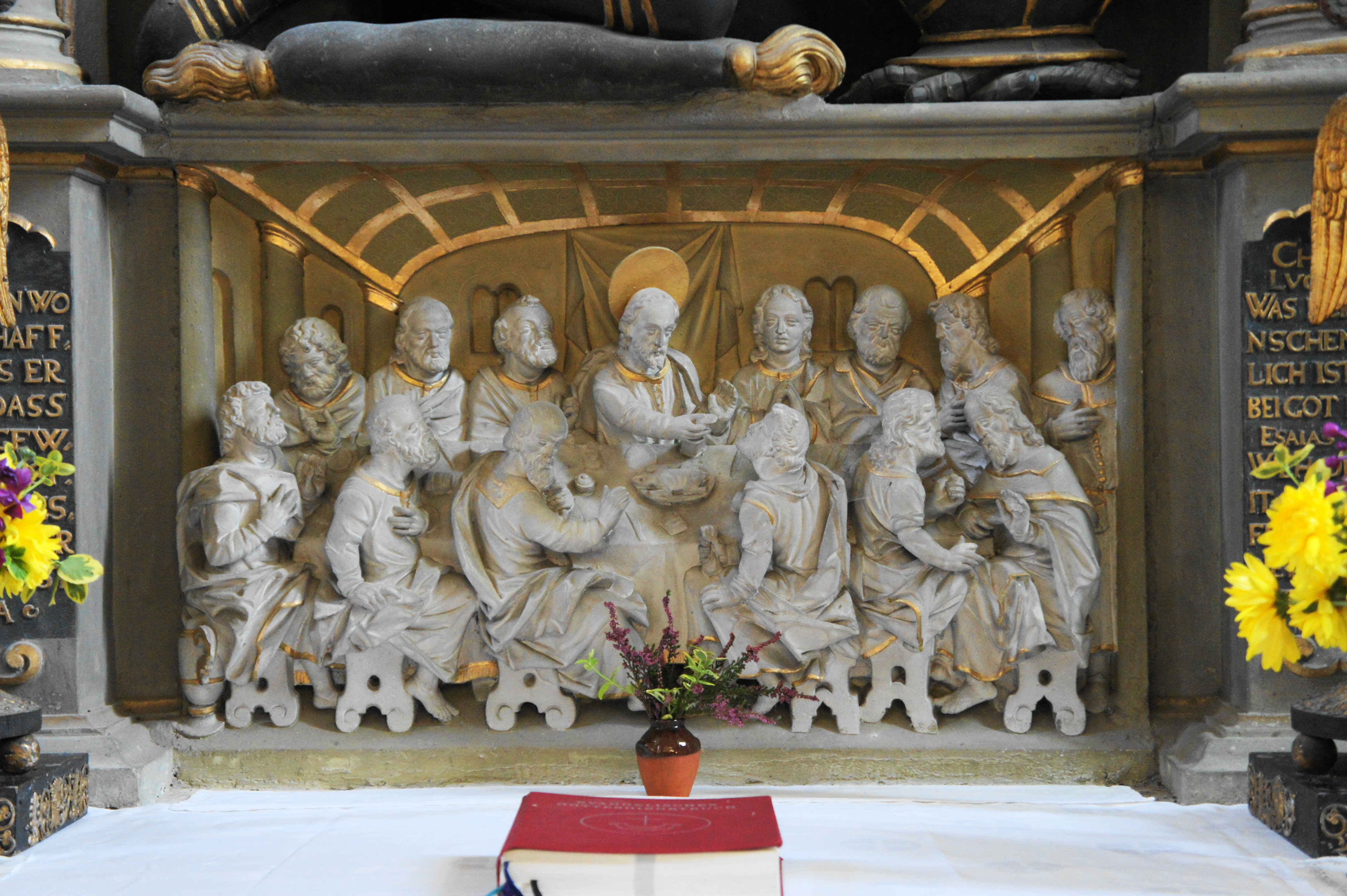
Abendmahlsdarstellung vom Altar

Die evangelische Kirche Seifersdorf ist eine nachgotische Saalkirche im Ortsteil Seifersdorf von Wachau im Landkreis Bautzen in Sachsen. Sie gehört zum Kirchspiel Radeberger Land im Kirchenbezirk Dresden Nord der Evangelisch-Lutherischen Landeskirche Sachsens.

## Geschichte und Architektur
Die Saalkirche ist ein einheitliches Bauwerk aus den Jahren 1604/05; eine Restaurierung der Kirche erfolgte im Jahr 1892 durch Christian Gottfried Schramm. Die langgestreckte Kirche ist ein Putzbau mit Fünfachtelschluss und Strebepfeilern, an der Südseite ist ein Turm mit quadratischem Grundriss angebaut, der im Obergeschoss in ein Oktogon übergeht, das mit geschweifter Haube und Laterne abschließt; im Erdgeschoss ist die Sakristei eingebaut. Der Saal und der Chor ist mit nachgotischem Netzgewölbe mit angeputzten Graten geschlossen. Die Patronatsloge im Chor stammt wie die eingeschossige Empore im Schiff aus dem 19. Jahrhundert.

## Ausstattung
Das Hauptstück der Ausstattung ist ein Altarretabel aus den Jahren 1604/05, das vermutlich ursprünglich als Sandsteinepitaph des im Jahr 1603 gestorbenen Dietrich von Grünrod konzipiert war und danach zum Epitaphaltar erweitert wurde. In einer Nische kniend ist der Verstorbene als vollplastische Sandsteinfigur dargestellt, darüber rechts oben in der Nische ein kleines Alabaster-Kruzifix, links oben eine Inschrifttafel. An den Seiten sind Flügel mit Bildnissen der knienden Familienangehörigen angeordnet, die durch Säulen mit Wappenfolgen und Kompositkapitellen abgetrennt werden. In der Predella ist ein feingearbeitetes Sandsteinrelief mit einer Abendmahlsszene, über der Nische ein Ölgemälde mit der Grablegungsszene, an den Voluten und den Kapitellen Engel, als Abschluss der Salvator als vollplastische Figur dargestellt. Die Kanzel mit einem Kanzelfuß von 1605 wurde später mit einem erneuerten hölzernen Kanzelkorb versehen. Die schlichte runde Taufe ist in Muschelkalk gearbeitet und mit Inschriften der Stifterinnen Sibilla von Grünrod und Sabina von Schönfeld aus dem Jahr 1605 versehen. Das Kirchengestühl stammt aus dem 19. Jahrhundert.
Die Orgel ist ein Werk von Eule Orgelbau aus dem Jahr 1892 mit 13 Registern auf zwei Manualen und Pedal, das von Ekkehart Groß (Waditz) im Jahr 2006 restauriert wurde.

## Glocken
Von den drei Glocken, die 1850 bei Johann Gotthelf Große gegossen wurden, mussten die zwei größten im Ersten Weltkrieg als so genannte Metallspende des deutschen Volkes abgegeben werden. Die beiden 1919 bei C. Albert Bierling als Ersatz gegossenen Glocken (as′ 460 kg und c″ 221 kg) wurden schon im Zweiten Weltkrieg wieder eingeschmolzen. Das Geläut besteht aktuell (Stand 2024) wieder aus zwei Bronze-Glocken. Die größere Glocke bekam 2013 einen Glockenstuhl aus Holz. Folgende Glocken hängen im Turm der Kirche:
| Glocke | Name       | Gussjahr | Gießer                | Gewicht | Durchmesser | Schlagton | Inschrift                                                                              |
| ------ | ---------- | -------- | --------------------- | ------- | ----------- | --------- | -------------------------------------------------------------------------------------- |
| 1      | Betgocke   | 1982     | Schilling S. F.       | 223 kg  | 750 mm      | c″        | O LAND, LAND, LAND HÖRE DES HERRN WORT!                                                |
| 2      | Taufglocke | 1850     | Johann Gotthelf Große | 158 kg  | 640 mm      | es″       | Mit der Freude Feierklange begrüß ich das geliebte Kind auf seines Lebens erstem Gange |

Gurlitt erwähnt 1904 noch eine (damals vierte) Uhrglocke mit der Aufschrift „O rex glorie veni cum pace ave maria“, die er auf um 1500 datiert. Möglicherweise existiert diese Glocke nicht mehr.

## Grabdenkmäler
Als beachtenswerte Grabdenkmäler im Chor sind zu nennen: an der Nordostwand eine plastische Reliefplatte aus Sandstein mit Bildnissen von Jobst von Haugwitz und dessen Frau (um 1570), außerdem eine schlichte Grabplatte von Dietrich von Grünrod († 1603), dessen plastisches Abbild in den Altar eingebaut worden ist, an der Südseite das Denkmal Joachim von Grünrods († 1604) als vollplastische, stehende, farbig gefasste Sandsteinfigur und in ähnlicher Art, vermutlich von demselben Künstler, an der Nordostwand die Figur Wolff Dietrich von Grünrods († 1606) in schwarzer Rüstung. In barocken, prächtigen Formen ist das Denkmal Wolff Dietrich von Grünrods († 1655) gestaltet, mit der überlebensgroßen Sandsteinskulptur des Verstorbenen auf einer Konsole vor reich verzierter Epitaphtafel an der Südostseite, möglicherweise von Johann Heinrich Böhme dem Älteren. Die Denkmäler des Casper Heinrich von Grünrods († 1675), und des Hans Ulrich von Grünrod († 1682), ebenfalls als vollplastische, überlebensgroße Figuren, stehen auf Konsolen vor den Fensternischen des Chorpolygons links und rechts vom Altar. Vor dem Altar befindet sich die in den Boden eingelassene schlichte Bronzegrabplatte von Hanns Moritz von Brühl und seiner Frau Christina (geb. Schleierweber), Begründerin des Seifersdorfer Tals, und Carl Friedrich Moritz von Brühl (1772–1837), Generalintendant der preußischen Theater und der 1830 gegründeten Museen in Berlin.
Auf dem Kirchhof befindet sich das Grabmal der Margaretha von Schleierweber († 1790) mit einer klassizistischen Vase auf einem Postament, um die sich eine Schlange legt; am Chor das Grabmal der Jenny von Brühl, geb. Pourtales († 1884), der Ehefrau Carl Friedrich Moritz von Brühls.